# Буенавентура Дурути
Хосе Буенавентура Дурути Думанге (шп. Buenaventura Durruti Dumange; Леон, 14. јул 1896 — Мадрид, 20. новембар 1936) је био шпански револуционар и анархиста.

## Рани дани
Рођен је 14. јула 1896. у Санта Ани, четврти Леона, града у средњој шпанији, као син железничара Сантјага Дурутија и мајке Анастазије Думанге. Почео је да ради врло млад као металац у многим радионицама (у радњи Малжора Мартинеза, итд.), а са 14 година напушта школу да би постао шегрт у железничкој компанији. Као и његов отац, придружио се социјалистичком синдикату УГТ. Активно је учествовао у штрајку августа 1917, до кога је дошло пошто је влада изневерила договор између синдиката и послодаваца. Ускоро је то постао генерални штрајк у целој области. Влада је довела војску и за три дана штрајкачи су били растурени. Трупе су се понашале екстремно брутално убивши 70 и ранивши 500 радника. 2000 штрајкача је затворено. Дурути је за време генералног штрајка отпуштен из компаније.
Дурути је успео да побегне у Француску, где је дошао у контакт са анархистима у егзилу и чији га је утицај навео да се по свом повратку у земљу јануара 1919. придружи анархистичком синдикату ЦНТ. Придружио се борби против диктаторских послодаваца у астуријским рудницима и први пут је ухапшен у марту 1919. Успео је да побегне и следећих петнаест година баца се на активности у ЦНТ-у и анархистичком покрету. Ухапшен по повратку у Шпанију, где га је војни суд у Сан Себастијану осудио због одбијања служења војног рока.
Након ослобађања војног рока због киле, вратио се у Леон и запослио у ливници Антонија Миаја. Његова јака личност, оштар осећај за правду и жеља за борбом, осигурали су му да увек буде у проблемима. Постало је „пожељно“ за њега да напусти Леон због синдикалистичке активности (нарочито због умешаности у штрајк у Англоамеричкој рударској компанији у Металану, где се нашао монтирајући опрему за лакше испирање угља.
Преселивши се у Сан Себастијан дошао је у контакт са анархистичком и анархосиндикалистичком праксом. Заједно са милитантима као што су Грегорио Субервила, Марселино Дел Кампо и други, помогао је у успостављању групе Осветника (Los Justicieros), зарад одбране од угњетавања шефова и власти. У градовима као што су Валенсија, Билбао, Барселона, Сарагоса, итд, разне анархистичке одбрамбене групе су пружале отпор док су покушавале да се уједине како би координирале своје напоре и заштитили ЦНТ над киме је лебдела претња.

## Лос Солидариоси
Средином 1922. Буенавентура Дурути је заједно са Франциском Аскасом, Торес Ескартином, Субервилом и Марселином Дел Кампом, Каталонију учинио средиштем њихових активности, успостављајући групу под називом "Los Solidariosi". Група је терористичким средствима одговарала на насиље државе изводећи атентате, пљачке и слично. Када је наступила диктатура Примо Де Ривере 1923. ЦНТ је прешао у илегалу и многи његови милитанти су били приморани да побегну у иностранство. Дурути и Аскасо су прешли у Француску где су помогли у оснивању слободарске књижаре, и наставили да помажу анархисте код куће.
При крају 1924. кренули су ка САД-у, уплевши се са Грегоријом „ел Торо“ Мартинезом (такође из Леона) у одисеју која је требало да их проведе кроз Кубу, Мексико, Перу, Чиле и Аргентину, у групи названој кратко и јасно Луталице (Los Erantes).
Вративши се у Европу, Дурути, Франциско Аскасо и Грегорио Ховер су ухапшени у Паризу под оптужбом да су спремали напад на краља Алфонса XII. Након штрајка глађу, који је следио, и подршке у облику снажне међународне кампање за њихово ослобађање, пуштени су из затвора.
За кратко време проведено у Француској, пре него што су депортовани, Дурути је упознао жену која ће постати његова партнерка, Емилиен Морин. Она га је пратила у изгнанство у Белгију, где је Дурути наставио посао механичара.
Када је 1931. пала Шпанска монархија и проглашена Друга република, Дурути се преселио у Барселону; заједно са својом пријатељицом Емилијаном, носећом са њиховом ћерком Колет. Придружио се Иберијској анархистичкој федерацији (ФАИ) искључиво анархистичкој организацији, и заједно са другим активистима оформио групу “Носотрос”. Они су били радикална тенденција унутар ЦНТ-а која није гајила илузије према недавно проглашеној Републици, инсистирајући да је тренутак био зрео за наставак поргреса према социјалној револуцији. Исте године отпутовао је у Леон да присуствује очевој сахрани, искористивши прилику да одржи састанак под окриљем локалне федерације ЦНТ-а. Поново ухапшен у Барселони, депортован је са стотину других затвореника у Фуертевентуру, пре него што је успео да се врати у Каталонију.

## Шпански грађански рат
Са изборном победом Народног фронта у фебруару 1933, левица и десница су се кретали у смеру сукоба. У децембру се Дурути прикључио Револуционарном комитету који је најавио слободарски комунизам, и бива поново ухапшен. Након неизменичних периода слободе и заробљеништва, присуствовао је Конгресу ЦНТ-а у Сарагоси 1936. када су се опозициони синдикати вратили под окриље Конгреса, где је ЦНТ потанко изнео своју концепцију револуције.
Грађански рат је убрзо инициран Франковом војном побуном 19. јула 1936. ЦНТ и ФАИ су се организовано и масовно супротставили фашистима и победили су у већем делу Шпаније упркос фашистичкој супериорности у оружју и ресурсима. Анархистички допринос је био знатан у отпору фашистима широм земље, а у Каталонији су их сами поразили. Дурути је био један од најхрабријих бораца у тој бици. Тада је живот изгубио Франциско Аскасо.
Док су анархисти контролисали улице Барселоне, анархистички циљеви радничке контроле, директне демократије и слободе су почињали да постаје стварност. Дурути се поставио насупрот било ком договору о сарадњи са другим институцијама или политичким снагама, а када је појам „демократске сарадње“, предложен од Дијега Абада де Сантиљана, прихваћен и формиран Централни комитет антифашистичких милиција, Буенавентура Дурути пожелео да уместо тога формира колону добровољаца и крене у борбу на арагонски фронт.
24. јула, из Барселоне је Дурути пошао ка Сарагоси, коју су окупирали фашисти. Кроз тешке битке ова радничка милиција, без официра и других хијерархија оружаних јединица, напредовала је и спасила арагонски фронт у борби против много боље опремљених регуларних трупа. Упоредо са овим, анархистичке снаге су подржавале аграрну реформу која је значила установљавање земљорадничких колектива у Арагону.

## Цитати
После ослобођења Арагона Дурути је дао интервју Пјеру ван Пасену из Торонто Стара. “За нас”, рекао је Дурути, “ово је питање разбијања фашизма једном за свагда. Да, и упркос влади. Ниједна влада на свету не бори се против фашизма до смрти. Када буржоазија види како јој моћ клизи из руку она прибегава фашизму да би се одржала. Либерална влада Шпаније могла је одавно завршити са фашистичким елементима. Уместо тога она је пристала на компромис и дангубила. Чак и сад, у овом тренутку постоје људи у влади који желе да благо поступају са побуњеницима.” И овде се Дурути насмејао “И никад се не зна, садашњој влади могу бити потребне те побуњеничке снаге да угуши раднички покрет...”
“Ми знамо шта хоћемо. Нама ништа не значи што негде у свету постоји Совјетски Савез, ради чијег су мира радници Немачке и Кине жртвовани фашистима од стране Стаљина. Ми хоћемо револуцију овде у Шпанији, сада, а не можда после следећег европског рата.”
“Ми задајемо Хитлеру и Мусолинију много више брига са нашом револуцијом него цела руска Црвена армија. Ми постајемо пример за немачку и италијанску радничку класи како да поступа са фашизмом.”
Али, убацио се ван Пасен, чак и ако победите “седећете на гомили рушевина”.
Дурути је одговорио: "Не смете заборавити да смо ми, радници, ти који су изградили те палате и градове, овде у Шпанији, у Америци, свуда. Ми, радници. Можемо саградити нове, да заузму њихово место. Чак и боље! Ми се ни најмање не плашимо рушевина. Ми ћемо наследити земљу, нема ни најмање сумње у то. Буржоазија може разорити и разрушити свој свет пре него што напусти историјску позорницу. Ми носимо нови свет овде, у нашим срцима. И тај свет расте из минута у минут."

## Дурутијева смрт
Када је октобра 1936. влада Републике решила да брани Мадрид по било коју цену, Дурутију је наглашено да је његово присуство од кључног значаја. Иако је у почетку то одбио, и мада су га пријатељи од тога одговарали, Дурути је ипак стигао са 1800 људи да појача одбрану Мадрида, где су одмах отишли на најтежи део фронта.
5. новембра 1936. Дурути држи радио говор са мадридског фронта, у којем се противи декрету каталонске владе о милитаризацији милиција и позива на већу посвећеност и жртвовање у позадини уколико се рат жели добити.
19. новембра, Дурути је на фронту смртно рањен, а дан касније, у зору 20. новембра подлегао је ранама. Тело му је пренето у Барселону, а гомиле су се окупљале у селима и градовима да виде пролазак ковчега. У Барселони се скупило више од 500.000 људи да одају последњу пошту процесији, на путу од штаба ЦНТ-а до гробља. То је била највећа погребна поворка икад виђена у Барселони.
Његова жена, Емилијен Морин, је добила сав његов посед - мали кофер са паром доњег веша, паром наочара, два пиштоља, двогледом и роковником у коме је био унет само један запис: "15. новембар. Замолио сам подкомитет ЦНТ-а за предујам од 100 пезета да покријем личне издатке."

## Дурути у сећању сестре Розе
Моја мајка је била врло јака, видела је како јој умире четворо деце, и шта год да је мислила о револуционарима, рекла ми је: „Роза, знаш ли шта ми је пало на памет ноћас? Револуционар се рађа једном у сто година, а мој син је био револуционар." Јадна жена се храбрила тиме. Касније, када је протекло извесно време, отпутовала је возом са једном комшиницом у Барселону и на тамошњем гробљу упитала неке девојке: „Можете ли ми рећи где су гробови побуњеника? Један се звао Аскасо, а други Дурути." Када је дошла кући рекла ми је: „Знаш ли Роза, прекривени су цвећем."